# Sarrewerden
Sarrewerden – miejscowość i gmina we Francji, w regionie Grand Est, w departamencie Dolny Ren.
Według danych na rok 1990 gminę zamieszkiwało 987 osób, a gęstość zaludnienia wynosiła 59 osób/km² (wśród 903 gmin Alzacji Sarrewerden plasuje się na 270. miejscu pod względem liczby ludności, natomiast pod względem powierzchni na miejscu 111.).